# Janine Beckie
Janine Elizabeth Beckie (Highlands Ranch, Colorado, Estados Unidos; 20 de agosto de 1994) es una futbolista canadiense-estadounidense que juega de delantera para la selección de Canadá y para el Portland Thorns de la National Women's Soccer League de Estados Unidos.

## Biografía
Nacida en Colorado, Beckie vivió en Saskatchewan hasta los tres años antes de regresar a Colorado, donde asistió a Valor Christian High School en Highlands Ranch. Allí jugó para el equipo universitario durante cuatro años y fue nombrada Jugadora del Año Gatorade de Colorado en 2012.
Asistió a la Texas Tech University, donde jugó para los Red Raiders de 2012 a 2015 y se convirtió en la máxima goleadora histórica con 57 goles. En diciembre de 2015, Beckie fue nombrada Jugadora del Año.

## Trayectoria
En 2013, Beckie firmó con el Seattle Sounders Women de la USL W-League.
En 2016, Beckie fue seleccionada por el Houston Dash en el draft de la NWSL. Debutó en el club el 16 de abril de 2016, marcando un gol contra los Chicago Red Stars.
El 18 de enero de 2018, Beckie se unió al Sky Blue FC junto con Carli Lloyd. Después de disputar 15 partidos para el Sky Blue, Beckie anunció su salida del club el 9 de agosto de 2018.
En agosto de 2018, se hizo oficial la incorporación de Beckie al Manchester City. La delantera terminó su primera temporada con 8 goles en 15 partidos y dos títulos, la FA League Cup y la FA Cup. En la temporada 2019-20, Beckie tuvo su primera titularidad en la Liga de Campeones y anotó su primer hat-trick en la competencia.
El 14 de abril de 2020, Janine Beckie firmó un nuevo contrato con el Manchester City que duraría hasta 2022.

## Selección nacional

### Categorías menores
Beckie, que es elegible para integrar tanto la selección estadounidense como la selección de Canadá, fue convocada a los campos de entrenamiento sub-20 de Estados Unidos en febrero y abril de 2013. Sin embargo, luego de prepararse con las estadounidenses para participar en la Copa Mundial Sub-20 de 2014, accedió a jugar para el país de nacimiento de sus padres y hermanos, tras una invitación de la Federación Canadiense de Fútbol.
En la Copa Mundial de 2014, jugó los 4 partidos de su selección y fue la máxima anotadora de las canadienses con 2 goles. Un reporte técnico hecho por la FIFA tras el Mundial sub-20 la calificó como «una jugadora polivalente, rápida y ágil, con buen regate y excelentes movimientos, incluso cuando no está en posesión del balón».
Participó con la selección sub-23 en los Juegos Panamericanos de 2015, en los que las canadienses se llevaron el cuarto lugar.

### Selección mayor
Beckie debutó con la selección absoluta de Canadá el 26 de noviembre de 2014, en un empate amistoso 1-1 contra Suecia. En su segundo partido internacional, una victoria por 2-1 sobre Corea del Sur en el Torneo de las Cuatro Naciones 2015 en Shenzhen, Beckie anotó el gol del empate parcial 1-1 en el minuto 51, tras ingresar como substituta en el segundo tiempo.
Hizo otras dos apariciones cortas en la Copa de Chipre 2015, en la que las canadienses fueron derrotadas 0-1 por Inglaterra.
En diciembre de 2015 disputó el Torneo Internacional en Brasil, marcando dos goles y logrando un segundo puesto para Canadá. También participó en el Preolímpico Femenino de 2016, donde marcó 2 tantos en 2 partidos y logró la clasificación de su país para los Juegos Olímpicos.
Poco después, ganó con su selección la Copa de Algarve 2016, contribuyendo con un gol a la victoria por 2-1 en la final contra Brasil. Ambos países también se enfrentaron en el partido por la medalla de bronce en los Juegos Olímpicos de 2016 y las canadienses se impusieron nuevamente. Beckie jugó en total 3 partidos y, junto a su capitana Christine Sinclair, fue la segunda mejor goleadora del torneo con 3 tantos.
En la Copa de Oro de 2018, contribuyó con dos anotaciones para clasificar a las canadienses a la Copa Mundial de 2019, torneo al que fue convocada en mayo de ese año. En el Mundial, jugó los 4 partidos de las canadienses, pero fueron eliminadas en los octavos de final con un 1-0 contra Suecia. Beckie malogró el penal que habría igualado el partido.
En junio de 2021, fue convocada para los Juegos Olímpicos de Tokio 2020.

## Estadísticas

### Clubes
| Club            | País           | Año           |
| --------------- | -------------- | ------------- |
| Houston Dash    | Estados Unidos | 2016-2017     |
| Sky Blue FC     | Estados Unidos | 2018          |
| Manchester City | Inglaterra     | 2018-2022     |
| Portland Thorns | Estados Unidos | 2022-presente |

## Palmarés

### Títulos nacionales
| Título                         | Club            | País           | Año     |
| ------------------------------ | --------------- | -------------- | ------- |
| FA Women's League Cup          | Manchester City | Inglaterra     | 2018-19 |
| Women's FA Cup                 | Manchester City | Inglaterra     | 2018-19 |
| Women's FA Cup                 | Manchester City | Inglaterra     | 2019-20 |
| FA Women's League Cup          | Manchester City | Inglaterra     | 2021-22 |
| National Women's Soccer League | Portland Thorns | Estados Unidos | 2022    |

### Títulos internacionales
| Título           | Equipo | Sede           | Año  |
| ---------------- | ------ | -------------- | ---- |
| Juegos Olímpicos | Canadá | Río de Janeiro | 2016 |
| Juegos Olímpicos | Canadá | Tokio          | 2020 |

(*) Incluyendo la Selección